# Тухарели, Георгий Александрович
Георгий Александрович Тухарели  (май 1891 — 12 июля 1937) — военный деятель, участник Первой мировой войны, Гражданской войны. Командир 3-й Кавказской стрелковой дивизии. Помощник командующего войсками Закавказского военного округа по материальному обеспечению. Комдив (1935).

## Биография
Родился в мае 1891 г. в селе Метехи Горийского уезда (Грузия). Из дворян. В 1911 г. окончил гимназию в г. Гянджа.

### В РИА
С 1911 по 1913 гг. учился в Одесском военном училище, по окончании которого выпущен подпоручиком. Участник Первой мировой войны. Воевал на Западном фронте в составе 208-го Лорийского полка. В сентябре 1917 г. командирован в Николаевскую военную академию, где учился до марта 1918 г..

### В национальной армии Грузии
В марте 1918 г. переехал в Грузию, где служил в национальной армии в должности командира полка и начальника штаба бригады (до 1921 г.). Последний чин накануне вступления в РККА — полковник национальной армии Грузии.

### В РККА
В Красной армии добровольно с марта 1921 г. В 1921-1924 гг. — начальник штаба 1-й Грузинской стрелковой бригады, помощник начальника штаба Грузинской стрелковой дивизии, командир 2-го Грузинского (с декабря 1921 г.) и 5-го Кавказского (с сентября 1923 г.) стрелковых полков. В последней должности участвовал в подавлении восстания в Гурии и Сванетии в 1924 г. С ноября 1924 г. — командир 1-й Грузинской стрелковой дивизии. В сентябре 1925 г. командирован в Москву для прохождения КУВНАС при Военной академии РККА. По прибытии на КУВНАС обратился с рапортом о зачислении его слушателем академии. В ноябре 1925 г. зачислен слушателем 2-го курса основного факультета Военной академии имени М. В. Фрунзе, по окончании которой в 1927 г. назначен командиром 6-го Грузинского стрелкового полка. С января 1930 г. — командир 2-й Грузинской стрелковой дивизии. В 1930 г. окончил КУВНАС при Военной академии имени М. В. Фрунзе. С ноября 1931 г. — командир 3-й Кавказской стрелковой дивизии. С июня 1936 г. — помощник командующего войсками Закавказского военного округа по материальному обеспечению....

### Арест, расстрел, реабилитация
Арестован 17 апреля 1937 г. Военной коллегией Верховного суда СССР 12 июля 1937 г. по обвинению в участии в военном заговоре приговорен к расстрелу. Приговор приведен в исполнение в тот же день.
Определением Военной коллегии от 9 января 1957 г. реабилитирован.

## Награды
- Орден Красного Знамени (1928)[3].
- Орден Красной Звезды(16.08.1936.) [4][5].

## Память
- Его имя увековечено в Главном Храме Вооружённых сил России, и навсегда запечатлено на мемориале «Дорога Памяти»[6][7].

## Воинские чины и звания
- юнкер
- Подпоручик
- полковник национальной армии Грузии
- Комдив (26.11.1935 приказ НКО №2484).